# Ramosmania
Ramosmania es un género con dos especies de plantas con flores perteneciente a la familia de las rubiáceas.
Es nativo de Rodrigues

## Especies
- Ramosmania heterophylla (Balf.f.) Tirveng. & Verdc. (1982).
- Ramosmania rodriguesi Tirveng. (1989).